# 諾索布河

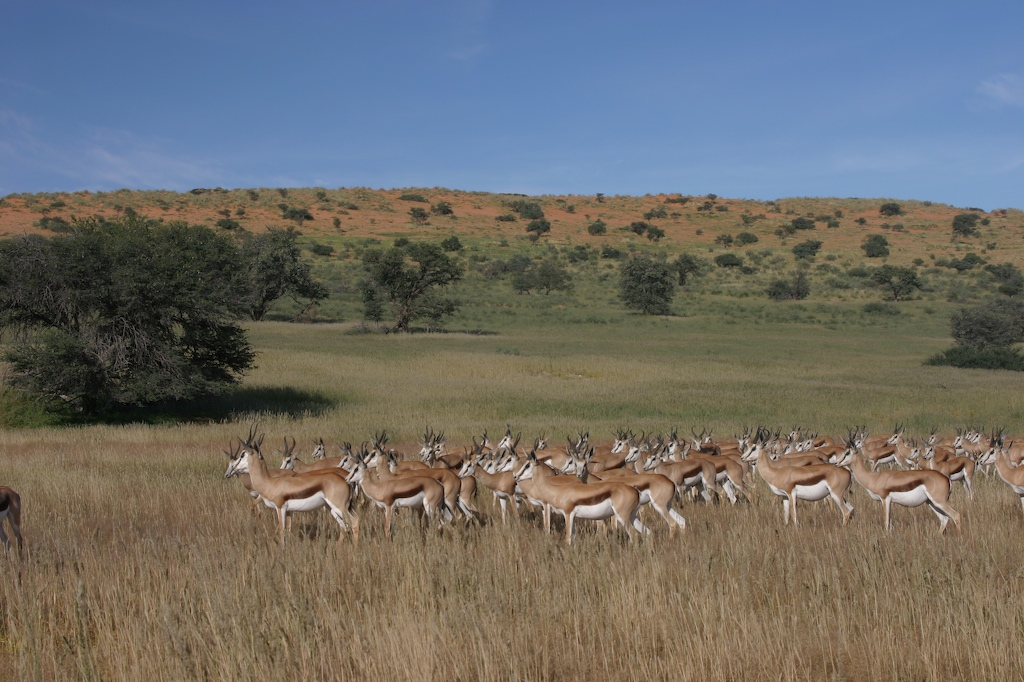
諾索布河支流

諾索布河（Nossob River）是非洲南部的乾涸河流，位於南非、博茨瓦納境內喀拉哈里沙漠和納米比亞東部，河流全長740公里，最近一次氾濫發生在1989年。
諾索布河由兩條主要支流組成，分別是在海拔1,800米發源的黑諾索布河和在海拔2,000米發源的白諾索布河。雖然諾索布河被認為每隔100年才會在地面流動一次，但地下的水流為野草和camelthorn樹提供水份生長。
諾索布河在座標26°54′15″S 20°41′24″E / 26.90417°S 20.69000°E海拔890米的地方流入奧蘭治河支流莫洛波河，